# Zagrotes parla
Zagrotes parla – gatunek pająka z rodziny worczakowatych. Zamieszkuje Iran.

## Taksonomia
Gatunek ten opisany został po raz pierwszy w 2021 roku przez Alirezę Zamaniego i Jurija Marusika na łamach „ZooKeys”. Opisu dokonano na podstawie pojedynczego samca. Jako lokalizację typową wskazano okolice Sirdżanu w irańskim ostanie Kerman. Epitet gatunkowy oznacza po persku „błyszczący”.

## Morfologia i zasięg
Pająk o ciele długości 4,9 mm przy karapaksie długości 2,2 mm i szerokości 1,6 mm. Karapaks, szczękoczułki, warga dolna, szczęki i sternum są jednolicie jasnobrązowe. Odnóża pozbawione są obrączkowania, żółtawobrązowe. Kremowej barwy opistosoma (odwłok) ma kępkę długich, ciemnobrązowych szczecinek na przedzie i rozproszone szczecinki jaśniejsze w pozostałych częściach. Ubarwienie kądziołków przędnych jest jednolite. Nogogłaszczki samca cechują się tak długą jak goleń apofizą retrolateralną głęboko rozwidloną pośrodku na zaokrąglone ramię brzuszne i ostro zakończone ramię grzbietowe, 1,7 raza dłuższym niż szerokim i trzykrotnie dłuższym od goleni cymbium oraz skierowaną dobrzusznie, u nasady w połowie tak szeroką jak tegulum, u szczytu mocno zaostrzoną w widoku bocznym apofizą tegularną.
Gatunek palearktyczny, znany jest tylko z miejsca typowego na południu Iranu.